# Heterochromis multidens
Heterochromis multidens är en fiskart som först beskrevs av Pellegrin, 1900.  Heterochromis multidens ingår i släktet Heterochromis och familjen Cichlidae. IUCN kategoriserar arten globalt som livskraftig. Inga underarter finns listade i Catalogue of Life.